# Leptoserolis bonaerensis
Leptoserolis bonaerensis is een pissebed uit de familie Serolidae. De wetenschappelijke naam van de soort is voor het eerst geldig gepubliceerd in 1967 door Bastida & Torti.